# Мадонна с Младенцем в пейзаже
«Мадонна с Младенцем в пейзаже» (итал. Madonna col Bambino in un paesaggio) — картина итальянского художника эпохи Возрождения Джорджоне из собрания Государственного Эрмитажа.
На картине изображена сидящая на пригорке на берегу реки Мадонна с младенцем Христом на руках. Противоположный берег реки, выступающий фоном, являет собой горный пейзаж, в левой части которого на небольшом ровном участке расположены несколько каменных строений.
Ранняя история картины неизвестна. В начале XIX века она принадлежала петербургскому лейб-медику А. А. Крейтону и в 1817 году была приобретена для Эрмитажа на распродаже его собрания (всего из собрания Крейтона тогда было приобретено 10 картин разных художников). Первоначально картина была написана на дереве; в 1872 году реставратор А. Сидоров перевёл её на холст. При переводе Сидоров использовал новый грунт на основе свинцовых белил, из-за чего рентгенограмма картины почти не читается. В инфракрасных лучах заметны авторские переделки картины: немного изменено положение правого бедра и ноги младенца, его голова была увеличена и первоначально имела другой поворот. Платок на голове мадонны был гораздо шире, а сквозь шарф на её шее проглядывают контуры одежды, что указывает на то, что шарф был написан позже; на складках платья просвечивает угольный рисунок, не совпадающий с живописными контурами.
Картина выставляется в здании Большого (Старого) Эрмитажа в зале 217.
При поступлении в Эрмитаж картина была записана в инвентарь как произведение Гарофало, затем была приписана Джованни да Удине. Г. Ф. Вааген, приглашённый в 1863 году в Эрмитаж для консультаций, счёл, что картину написал художник школы Джованни Беллини и отметил в ней «очень чистое чувство природы и необычности». Старший хранитель Эрмитажа А. И. Сомов при составлении эрмитажных каталогов 1889—1909 годов указывал в качестве автора Франческо Биссоло, также называлось имя Андреа Превитали. Имя Джорджоне в качестве возможного автора первым назвал К. Филлипс, но, посетив Эрмитаж в 1899 году и непосредственно увидев картину, он предположил, что это копия с утерянного оригинала Джорджоне. Л. Юсти в 1908 году утверждал, что автором является сам Джорджоне, мотивируя это явным сходством в манере исполнения эрмитажной картины и «Поклонения пастухов» из Национальной галереи искусства в Вашингтоне и «Испытанием Моисея» и «Судом Соломона» из Уффици . Главный хранитель Эрмитажа Э. К. Липгарт первоначально поддержал Юсти и в эрмитажном каталоге 1910 года картина была указана как работа Джорджоне, но в каталоге 1916 года он поставил имя Бартоломео Венето. Л. Вентури приписал картину последователю Джованни Беллини, скопировавшему фоновый пейзаж у Джорджоне. С начала 1940-х годов большинство исследователей признавали авторство Джорджоне, за исключением Б. Беренсона, который назвал возможным автором Джованни Кариани.
В 1955 году в Венеции была организована большая ретроспективная выставка «Джорджоне и джорджонески», на которую Эрмитаж предоставил «Мадонну с Младенцем в пейзаже». Т. К. Кустодиева пишет, что «эта выставка сильно продвинула вперёд изучение наследия Джорджоне», а экспонирование картины рядом с другими работами мастера и сравнение их между собой подтвердило его авторство. Т. Д. Фомичёва отмечает «несомненное сходство» эрмитажной картины с рядом других произведений Джорджоне. По ёё мнению, заметна близость в постановке фигуры Мадонны к «Мадонне с Младенцем (Мадонна Талларда)» из музея Эшмола при Оксфордском университете (ранее считалась работой Джорджоне, но впоследствии атрибуция была отведена). Младенец внешне очень похож на младенца из вашингтонского «Поклонения пастухов». Фоновый пейзаж совершенно явно перекликается с пейзажем «Мадонны Кастельфранко» из кафедрального собора Кастельфранко, а изображение травы из правой части переднего плана почти идентично повторяется в левом нижнем углу эрмитажной «Юдифи».
Большинство исследователей относят картину к раннему периоду творчества художника, сходясь в том, что она была написана ранее «Мадонны Кастельфранко» — около 1503 года. По мнению Т. Д. Фомичёвой, это подтверждается особенностями картины: «несколько скованная поза младенца, неловкий жест мадонны, поддерживающей его голову, а также некоторый готицизм в трактовке одежды мадонны, имеющий явную связь с графикой немецкого мастера Мартина Шонгауэра, этот готицизм во всех ранних работах Джорджоне вплоть до „Мадонны Кастельфранко“».
Т. К. Кустодиева, анализируя картину, писала:

Мария несколько отстраняет от себя младенца <…>, и рождается совершенно особенное чувство — задумчивости, мечтательности, сосредоточенности и тем самым — интимности образа. Вибрация света на плотной живописной поверхности предвосхищает более поздние работы Джорджоне. Занимая центральное место, фигуры неотделимы от пейзажа, трактованного цельно в его конкретной реальности в то же время внимательно запечатлённого в деталях.